# Sucesos de Arroyo de San Serván
Los sucesos de Arroyo de San Serván fueron una cruento enfrentamiento entre jornaleros y Guardia Civil. El enfrentamiento ocurrió en la localidad pacense de Arroyo de San Serván durante la madrugada del viernes 4 de mayo de 1934.  Resultó muerto el guardia Juan Morcillo Ramos y herido de gravedad Ramón Montaño, que falleció a los veinte meses del suceso. 

## Conflicto y movilización social
La Segunda República es el período de mayor movilización política en España de todo el siglo XX. La amplia libertad del nuevo sistema republicano permite el desarrollo de inquietudes políticas por parte de la clase trabajadora, lo que hará que el fuerte conflicto social, ya existente, aumente y desemboque en numerosas ocasiones en sucesos con enfrentamientos violentos. La situación en el medio rural, entre caciques y jornaleros era más tensa que nunca, además de que la mayoría de los obreros optó por las posiciones más radicales y por la vía revolucionaria; las protestas en numerosos casos derivaron, en ataques a la propiedad, con la destrucción de maquinaria agrícola, ocupaciones de fincas, incendios de cosechas, y robos. Estos conflictos violentos, que la historiografía ha denominado como “sucesos” fueron una constante durante la nueva República, como en los casos de los sucesos de Arnedo (La Rioja), de Castilblanco (Badajoz), de Aznalcóllar (Sevilla) o los famosos sucesos de Casas Viejas (Cádiz). En Arroyo de San Serván, además, habían destituido al alcalde, Franco García Sánchez, un hombre querido en el pueblo. 

## Crónica de los sucesos
La jornada del 3 de mayo fue festiva en localidad pacense de Arroyo de San Serván. Ya en la madrugada del día 4 de mayo, un grupo de unos quince jornaleros, bien parapetados tras unas carretas, dispararon sobre los guardias civiles Juan Morcillo, Agustín Martín Ramos y Ramón Porro Cerro, cuando patrullaban por las afueras del pueblo, a la altura del paraje “La Cagancha”. El guardia 2º Juan Morcillo Ramos resultó herido en el vientre y en el
brazo izquierdo. Trasladado al hospital de Badajoz, falleció en la madrugada del día 9 de mayo.  Por decreto de 25 de junio de 1935, el suceso fue declarado hecho de guerra.

### Detenciones
Se constituyó un juzgado militar en el propio ayuntamiento por el que pasaron los treinta detenidos, quienes sufrirían torturas en el recinto consistorial y cuyas marcas de sangre podían observarse tiempo después. La Casa del Pueblo fue clausurada. Uno de los torturados, Ramón Montaño, moriría veinte meses después por las secuelas del trato recibido. 